# SANSA-Flug 32
SANSA-Flug 32 war ein Inlands-Linienflug der Sansa Regional Airline von San José (Costa Rica) nach Palmar Sur, bei dem am 15. Januar 1990 eine CASA C-212 am Berg Cerro Cedral zerschellte. Unter den 20 Passagieren und drei Besatzungsmitgliedern gab es keine Überlebenden.

## Flugverlauf
Die CASA C-212 auf dem SANSA-Flug 32 hob um 08:25 Uhr Ortszeit (16:25 Uhr MEZ) vom Juan Santamaría International Airport ab; die Piloten erhielten die Freigabe, auf 5.500 ft (ca. 1.700 m) zu steigen. Kurz nach dem Start erhielt die Crew die Freigabe, auf 8.500 ft (ca. 2.600 m) zu steigen. Während des Steigfluges zerschellte das Flugzeug in einem bewaldeten Teil des Berges Cerro Cedral. Während des Fluges herrschte Nebel im Fluggebiet.

## Untersuchung
Die Flugunfalluntersuchung ergab, dass der Unfall aus der fehlerhaften Kommunikation zwischen den Piloten und der Flugsicherung resultierte. Die Flugsicherung habe die Besatzung angewiesen, aufgrund der schlechten Wetterbedingungen einen Instrumentenflug durchzuführen, die Crew sei allerdings im Sichtflug geflogen. Weitere Faktoren, die zum Unfall beitrugen, waren das Fehlen eines Bodenannäherungs-Warnsystems und Müdigkeit seitens des Kapitäns.

## Opfer
| Nationalität       | Passagiere | Crew | Insgesamt |
| ------------------ | ---------- | ---- | --------- |
| Costa Rica         | 7          | 3    | 10        |
| Kanada             | 7          | –    | 7         |
| Vereinigte Staaten | 5          | –    | 5         |
| Panama             | 1          | –    | 1         |
| Total:             | 20         | 3    | 23        |